# Rudolf Mittermüller
Rudolf Mittermüller byl československý fotbalista, útočník.

## Fotbalová kariéra
Hrál za AC Sparta Praha (1908-1912 a 1914-1919) a SK Viktoria Žižkov (1912-1914). Vítěz Poháru dobročinnosti 1909 a 1913.